# Epidendrum montigenum
Epidendrum montigenum är en orkidéart som beskrevs av Henry Nicholas Ridley. Epidendrum montigenum ingår i släktet Epidendrum och familjen orkidéer. Inga underarter finns listade i Catalogue of Life.

## Bildgalleri

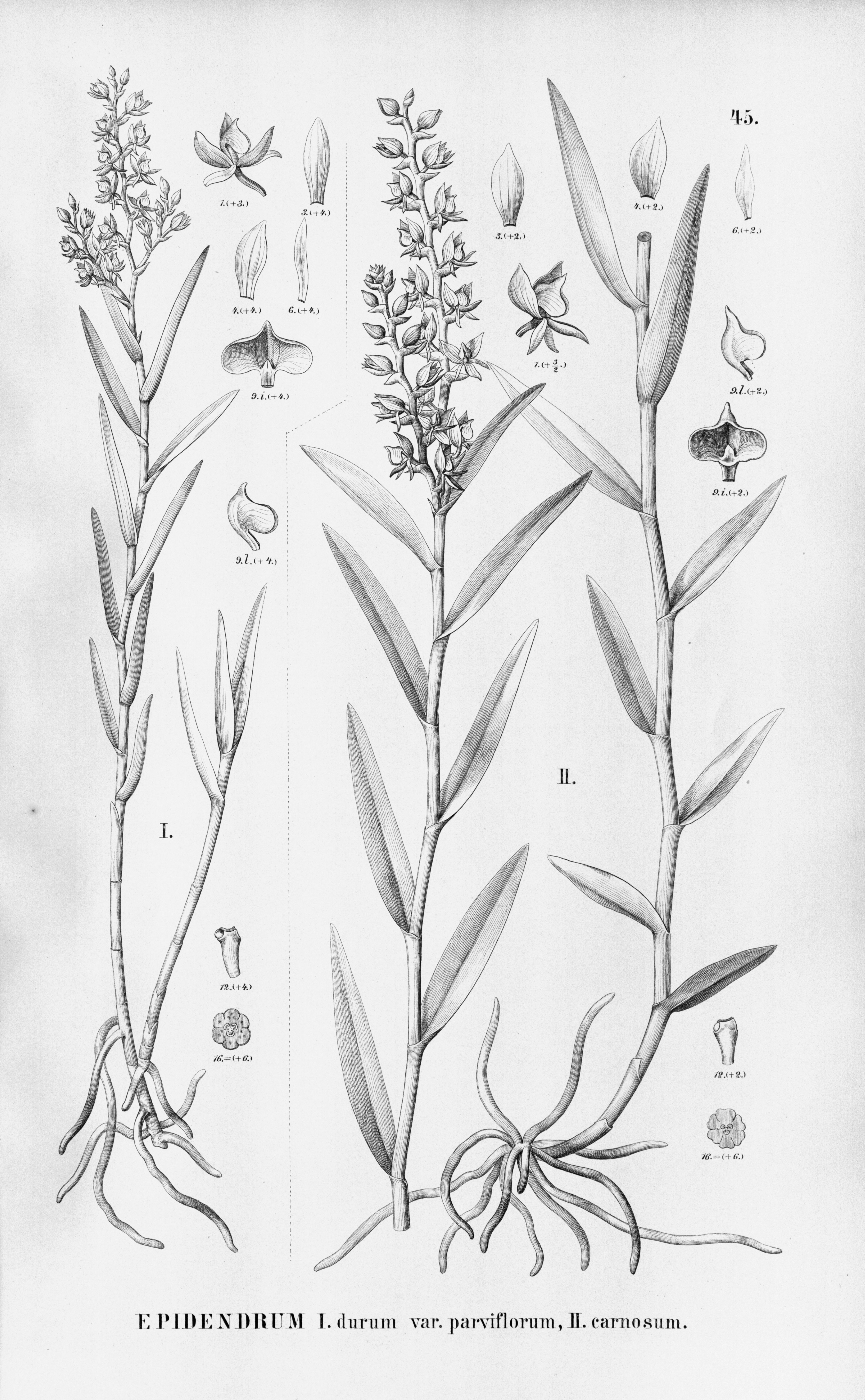
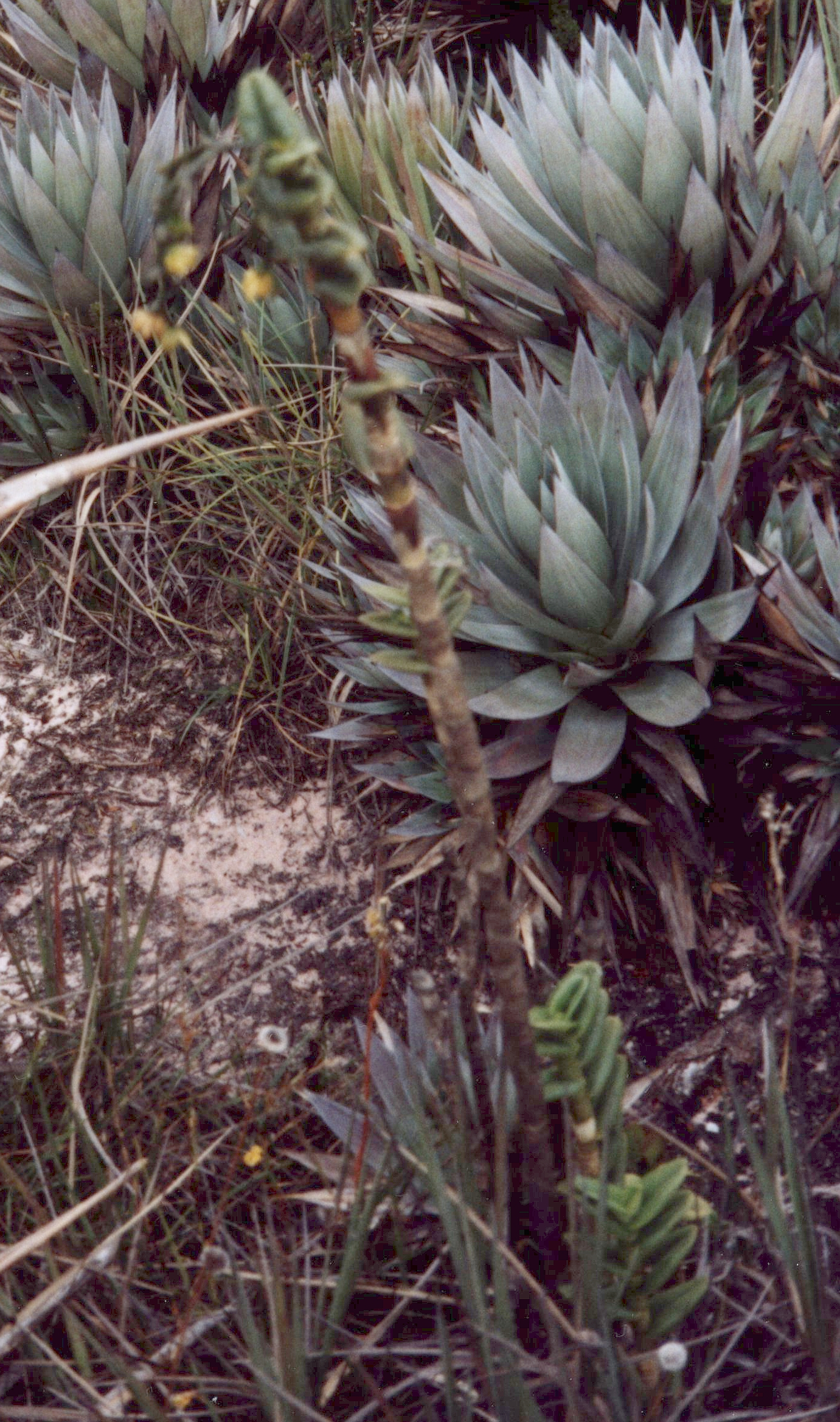
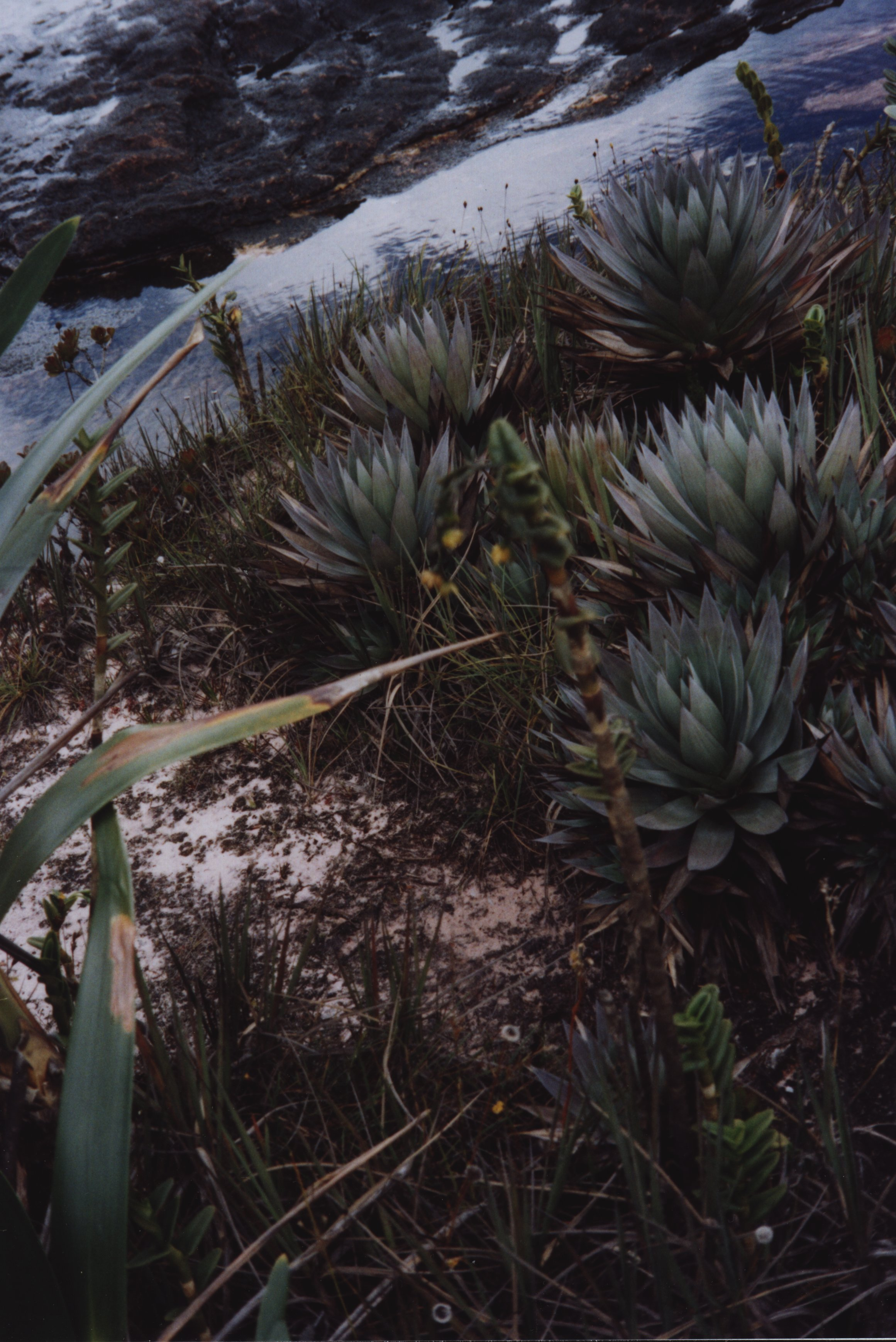